# Фьодор Шаляпин
Фьодор Иванович Шаляпин е руски оперен певец, бас със световна известност.

## Биография
Роден е в семейството на дребен чиновник в Казан на 13 февруари 1873 г.
Като много млад упражнява различни занаяти, пее едновременно в архиерейския хор. Участва като статист в драматични и оперни спектакли. От 1890 г. е хорист в оперната трупа в Уфа, изпълнявайки и малки солови партии.
По-късно учи при оперния певец Дмитрий Усатов в Тбилиси, където започва професионалната си артистична дейност, продължила от 1892 до 1893 г. От 1895 г. е в трупата на Мариинския театър, постъпва в Московската частна опера през 1896 г.
Голямо значение за него има творческото приятелство със Сергей Рахманинов. От 1899 г. пее едновременно в Болшой и в Мариинския театър.
През 1901 г. започват триумфалните му гастроли в чужбина – Милано, Париж, Ню Йорк, Лондон. Заминава на гастроли от РСФСР последно през юли 1922 г.
Не се завръща в родината. Установява се в Париж. Посещава България през 1934 г.
Основни партии на Шаляпин:
- Сусанин („Иван Сусанин“ от Михаил Глинка);
- Борис Годунов, Варлаам и Доситей („Борис Годунов“ и „Хованщина“ от Модест Мусоргски);
- Иван Грозни и Салиери („Псковитянка“ и „Моцарт и Салиери“ от Николай Римски-Корсаков);
- Фарлаф („Руслан и Людмила“ от Глинка);
- Демон („Демон“ от Антон Рубинщайн);
- Алеко („Алеко“ от Рахманинов);
- Владимир Галицки, Кончак („Княз Игор“ от Александър Бородин);
- Мефистофел („Мефистофел“ от Ариго Бойто, „Фауст“ от Шарл Гуно);
- Филип II („Дон Карлос“ от Джузепе Верди) и др.

Шаляпин е блестящ интерпретатор на романсите на Глинка, Мусоргски, Римски-Корсаков, Роберт Шуман, Франц Шуберт. Изпълнява и руски народни песни.
Фьодор Шаляпин се изявява и като оперен режисьор – поставя „Дон Кихот“ от Жул Масне, „Хованщина“ от Мусоргски. Снима се и в киното – „Дъщеря на Псков“, „Дон Кихот“.
Фьодор Шаляпин е талантлив творец и в други области на изкуството. Създава скулптури, живопис, графика, притежава и литературна дарба.
Умира на 12 април 1938 г. в Париж.

## Отличия
- 1902 – Орден на Златната звезда III степен (Бухарски емират)
- 1907 – златен кръст на Пруския орел
- 1908 – кавалер на офицерско звание
- 1910 – Солист на Негово Величество Руския император
- 1912 – Солист на Негово Величество италианския крал
- 1913 – Солист на Негово Величество английския крал
- 1914 – английски орден за особени заслуги в областта на изкуството
- 1914 – Орден Свети Станислав III степен (Русия)
- 1916 – офицерско звание
- 1918 – Народен артист на Републиката (РСФСР)
- 1925 – командор на Ордена на Почетния легион (Франция)

## Галерия
- Валентин Серов, Ф. И. Шаляпин в ролята на Иван Грозни, 1897
- Карикатура на Пол Робер, 1903
- Автопортрет в ролята на Доситей („Хованщина“), нахвърлян от Шаляпин върху стената на гримьорната в Мариинския театър, 1911
- Шаляпин в образа на Мефистофел (фотография на Сергей Прокудин-Горски, 1915)
- Шаляпин в образа на Борис Годунов (фотография на Сергей Прокудин-Горски, 1915)
- Портрет на Шаляпин от художника Борис Кустодиев, 1921